# Ofensiva do Ramadã de 2003
Ofensiva do Ramadã de 2003 foi uma série de ataques insurgentes no Iraque contra alvos militares da Coalizão entre o final de outubro e durante grande parte de novembro de 2003.
Os ataques ocorreram durante o mês sagrado muçulmano do Ramadã. O número de ataques insurgentes aumentou durante este período principalmente por causa da crença entre as forças insurgentes de que lutar contra uma força de ocupação estrangeira durante o mês sagrado do Islã coloca um crente especialmente próximo a Deus. 

## A ofensiva

### Início da ofensiva e ataque ao Hotel al-Rashid
Na manhã de 26 de outubro de 2003, no primeiro dia do Ramadã, os insurgentes em Bagdá dispararam um lançador de foguetes improvisado montado em um trailer que foi feito para parecer um gerador móvel, a cerca de 400 metros do Hotel al-Rashid; onde, na época, o vice-secretário de Defesa dos Estados Unidos, Paul Wolfowitz, estava hospedado. Oito a dez foguetes atingiram o hotel matando um soldado estadunidense e ferindo quinze pessoas, incluindo sete civis norte-americanos e quatro soldados. Vários outros foguetes foram disparados, mas erraram o alvo. Wolfowitz estava no 12.º andar do hotel, que abrigava autoridades estadunidenses e da coalizão em Bagdá. Os foguetes atingiram apenas o 11.º andar.

### Atentados em Bagdá
Em 27 de outubro de 2003, os insurgentes organizaram um ataque suicida coordenado contra o complexo da Cruz Vermelha e quatro delegacias iraquianas em Bagdá. Todos os atentados ocorreram em cerca de 45 minutos um do outro. Quatro suicidas morreram, mas o quinto, um sírio, que tentou explodir a quarta delegacia, fracassou depois que o carro do homem aparentemente não explodiu. Ele foi baleado e ferido pela polícia iraquiana e preso. Os ataques mataram 35 pessoas, além de ferir 244. Entre os mortos estavam também dois soldados estadunidenses.

### Quartel da polícia militar italiana destruído
Em 12 de novembro de 2003, um homem-bomba em um caminhão-tanque atacou o quartel-general da polícia militar italiana em Nasiriyah, destruindo-o e matando 28 pessoas, incluindo 17 soldados italianos e dois civis italianos.
O ataque foi o pior incidente envolvendo soldados italianos desde a Operação Restore Hope na Somália e a maior perda de soldados italianos desde a Segunda Guerra Mundial. 

### Abates de helicópteros
Durante esse período, vários helicópteros militares dos Estados Unidos foram abatidos, resultando em um grande número de vítimas infligidas às forças estadunidenses. Três UH-60 Black Hawks e um Chinook CH-47D foram abatidos, matando 39 soldados e ferindo 31. Dois dos helicópteros foram derrubados usando lançadores de mísseis Strela que provavelmente acabaram nas mãos dos insurgentes através do mercado negro.
Um dia antes do início da ofensiva, em 25 de outubro de 2003, outro UH-60 Black Hawk foi abatido, ferindo cinco soldados.

## Resultado
A ofensiva do Ramadã foi comparada com a ofensiva do Tet de 1968 durante a Guerra do Vietnã. Em 1968, os ataques ocorreram no início do Ano Novo Vietnamita; no Iraque, esses ataques ocorreram no início do mês sagrado muçulmano do Ramadã. A semelhança citada entre ambas é que esses ataques visavam causar uma reação política.